# Oprecht Brecht
Oprecht Brecht was een Belgische lokale politieke partij te Brecht.

## Geschiedenis
De partij werd opgericht in de aanloop naar de gemeenteraadsverkiezingen van 2018 als N-VA-scheurlijst rond Joziena Slegers. Bij de vorige stembusgang was Slegers lijsttrekster van de N-VA-kieslijst. De partij overtuigde in 2018 5,7% van de kiezers, goed voor 1 zetel in de Brechtse gemeenteraad. Verkozene van de partij was Segers zelf. Zowel de partij als Slegers zelf namen in 2024 niet meer deel aan de verkiezingen.